# Léon Cannicioni
Léon Charles Cannicioni, né à Ajaccio le 29 avril 1879 et mort le 25 avril 1957 à Courbevoie, est un peintre français.

## Biographie
En 1880, ses parents s'installent à Paris où il fait de brillantes études secondaires. À 19 ans, sur les conseils du capitaine Peraldi, il s'engage pour une durée de 4 ans dans le Corps des Sapeurs Pompiers de Paris. 
Il suit un temps des cours à l’École des Arts décoratifs puis l'École nationale des beaux-arts.
Élève de Jean-Léon Gérôme et de Gabriel Ferrier, membre du Salon des artistes français dès 1909, il y obtient une médaille d'or en 1924. 
En 1914, il est mobilisé et il combat sur le front de l'Est et à Verdun. 
Prix Rosa Bonheur en 1926, chevalier de la Légion d'honneur (1927), il présente au Salon de 1929 où il est hors-concours le panneau décoratif Vendanges et un Portrait de Mme Muratre.

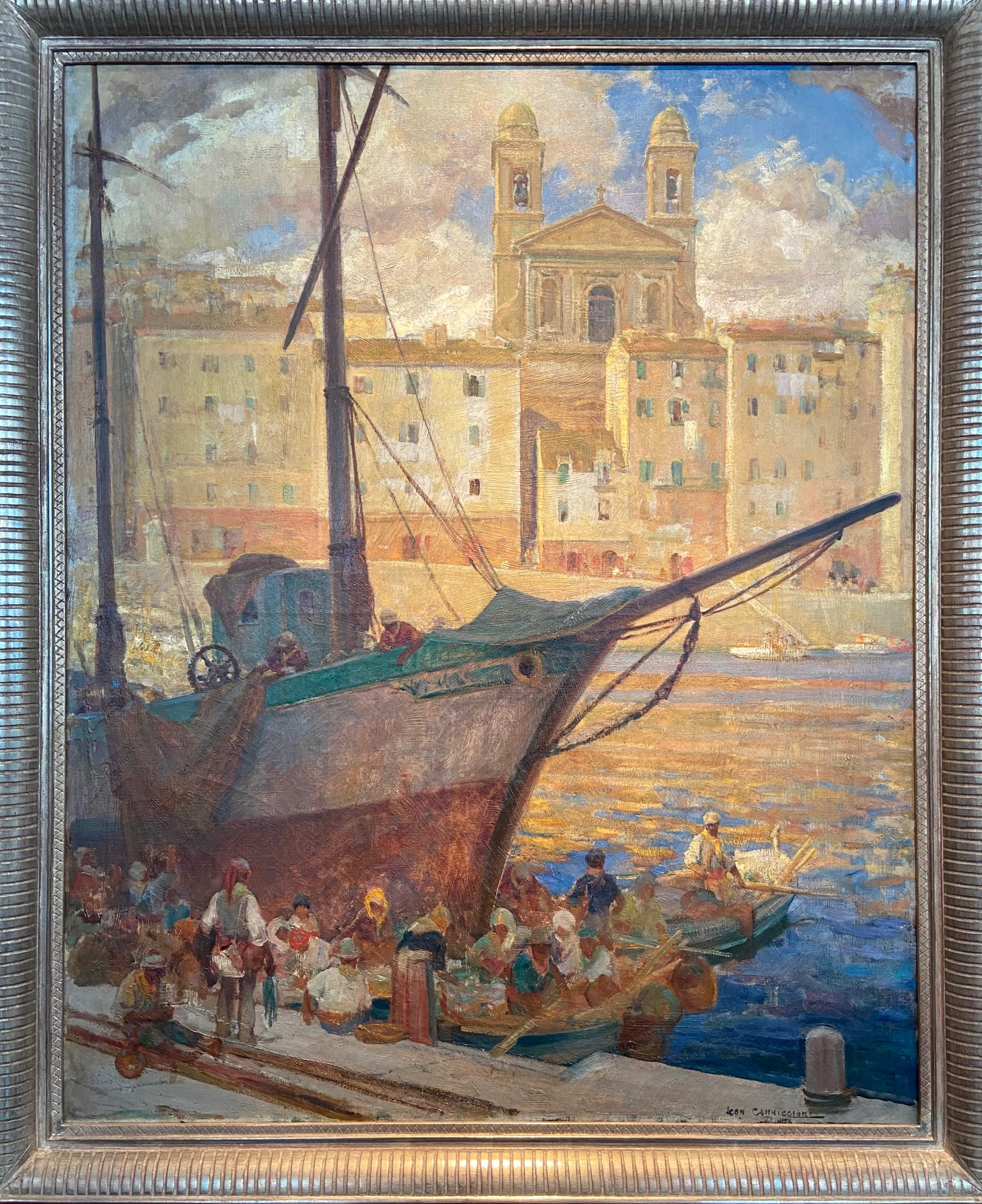
Vue du Vieux-Port de Bastia, Léon Charles Canniccioni, 1938, musée de Bastia

## Récompenses et distinctions[3]
- Récompensé à son premier envoi au Salon de Paris en 1909 par une médaille d'or pour son tableau Douleur d'Orphée, acheté par l’État et envoyé au musée d'Ajaccio.
- Au salon de 1911, il obtint une bourse de Voyage de l’État.
- Au salon de 1925 : le prix Rosa Bonheur.
- Au salon 1929 : Médaille de 1re Classe (Hors Concours) pour son tableau Les Femmes à la fontaine de Moltifao
- Au salon 1932 : le prix de la Tunisie
- Au salon 1935 : le prix James Bertrand
- Au salon 1940 : le prix Paul Chabas
- Au salon 1947 : le prix Léon Fernot
- Au salon 1948 : le prix Charles Dunant

À l'Académie des Beaux Arts, il a obtenu :
- le prix Raphael Maurice ;
- le prix Bastien Depage.